# Turner Field
Turner Field er et baseballstadion i Atlanta i Georgia, USA, der er hjemmebane for MLB-klubben Atlanta Braves. Stadionet har plads til 50.096 tilskuere, og blev indviet 19. juli 1996. Stadionet fungerede ved Sommer-OL 1996 som Det Olympiske Stadion for legene, hvorefter det blev ombygget til nu at huse Braves.